# بوب غريفيثز
بوب غريفيثز (بالإنجليزية: Bob Griffiths)‏ هو كاتب أمريكي، ولد في 16 أبريل 1938.